# Hydrophoria liturata
Hydrophoria liturata är en tvåvingeart som beskrevs av Macquart 1835. Hydrophoria liturata ingår i släktet Hydrophoria och familjen blomsterflugor.
Artens utbredningsområde är Frankrike. Inga underarter finns listade i Catalogue of Life.